# Cymbovula acicularis
Cymbovula acicularis is een slakkensoort uit de familie van de Ovulidae. De wetenschappelijke naam van de soort is voor het eerst geldig gepubliceerd in 1810 door Lamarck.